# Isvoarele, Giurgiu
Isvoarele (ortografiat până în 2018 Izvoarele) este satul de reședință al comunei cu același nume din județul Giurgiu, Muntenia, România. În perioada 1968–2004, localitatea a aparținut administrativ comunei Hotarele, înainte de a deveni reședința comunei de sine stătătoare, care include și localitatea Teiușu.
 Acest articol despre o localitate din județul Giurgiu este deocamdată un ciot. Puteți ajuta Wikipedia prin completarea lui.